# Золотые рубашки
Активисты Революционного Мексиканизма (исп. Acción Revolucionaria Mexicanista, ARM) была мексиканской организацией третьей позиции, парамилитарной фашистской и антисемитской, которая действовала с 10 марта 1934. Её членов называли Золотыми Рубашками. Это название произошло от того, что большинство из них были ветеранами армии Панча Вильи, который так называл своих солдат, а чаррос носили желтые рубашки, поэтому они переработали это название и желтую рубашку армии Вильи.
Термин «золотые рубашки» никогда не использовался организацией, это было лишь прозвище, которое дали им друзья и враги (всей группе), они никогда так не назывались. Они назывались «Золотые», как указано в их документах и пропаганде.
АRM стремилась к изгнанию евреев и китайцев из Мексики, а также к закрытию их бизнесов. Оперируя под девизом «Мексика для мексиканцев», оpганизация призывала к изгнанию евреев и китайцев из страны. «Золотые рубашки» выступали за конфискацию компаний, принадлежащих китайцам и евреям. Они решительно выступали против рабочих движений и обычно боролись с членами Коммунистической партии Мексики. Группа  была очень активна в подавлении профсоюзов, подстрекая к насильственным столкновениям с забастовщиками. С корнями в ультранационализме, они стремились изгнать китайцев, евреев и коммунистов из xd Мексики с поддержкой Национал-социалистическойГермании. Организация финансировалась Германской национал-социалистической рабочей партией; ярким примером является немец по имени Генрих Рюдт фон Колленберг, официальный посол Третьего Рейха в Мексике, который говорил о «золотых рубашках»: «Настоящие фашисты Мексики — это Золотые рубашки, они взяли на себя борьбу против коммунизма и евреев».
Также поддерживалась Итальянской национальной фашистской партией и членами мексиканской буржуазии, такими как Эухенио Гарса Сада, хотя многие отрицают их финансирование, утверждая, что, как известно, Сада был убит 17 сентября 1973 года Лига 23 сентября. Он также имел отношение к Националистической гражданской акции Новой Леона, которая сотрудничала с Мексиканской революционной акцией. Золотые рубашки поддерживались Плутарко Элиасом Кальесом, хотя Николас Родригес отрицал любую связь с Кальесом, комментируя, что «Этот слух был чисто пропагандистским против АRM. Он утверждал, что всегда был против него и что сначала его преследовали сторонники Кальеса. Если он не атаковал Кальеса позже, когда тот упал (покинул власть), то потому что его собственные защитники (то есть Карденас) взяли на себя эту задачу». Они также решительно выступали против администрации Ласаро Карденаса.